# Mikladalur
Mikladalur, che significa "grande valle", è il più grande dei quattro villaggi dell'isola di Kalsoy, nel nord delle Isole Faroe, nel comune di Klaksvík. Si trova in un'ampia vallata a forma di "U", situata sulla costa orientale dell'isola.
La popolazione del dicembre 2018 ammontava a 24 abitanti. La chiesa in pietra della città risale al 1856. Un tunnel per Trøllanes in direzione nord è stato completato nel 1985.

## Leggenda della Selkie
A Mikladalur è ambientata una tipica leggenda di una selkie (donna-foca). Si credeva infatti che le foche fossero degli esseri un tempo umani che cercavano volontariamente la propria morte nell'oceano. Una volta all'anno, la dodicesima notte, esse potevano venire di nuovo a terra, spogliarsi della propria pelle e divertirsi proprio come esseri umani, ballando e divertendosi.
Una volta, un giovane contadino di Mikladalur andò in spiaggia per vedere le selkie danzare. Lì vide una bellissima fanciulla-selkie perdere la propria pelle di foca, e fu colto dall'intenso desiderio per lei. Le nascose però la pelle, in modo che lei non potesse tornare in mare alla fine della notte, e la affrontò costringendola a sposarlo. L'uomo le teneva la pelle in una cassa, e la chiave con sé giorno e notte. Così vissero per diversi anni, procreando insieme diversi figli. Un giorno, mentre era fuori a pescare, scoprì di aver dimenticato di portare la chiave con sé, remando verso a casa con tutte le sue forze. Quando tornò a casa, la moglie era scappata in mare, lasciando i figli dietro di sé, ma con solo con la cura di aver prima spento il fuoco e nascosto gli oggetti appuntiti, per non far loro del male.
In seguito, gli uomini di Mikladalur progettarono di andare in profondità in una delle caverne lungo la costa per cacciare le foche che vivevano lì. La notte prima della partenza, la moglie-foca dell'uomo gli apparve in sogno: gli disse che se fosse andato a caccia di foche nella caverna, avrebbe dovuto assicurarsi di non uccidere la grande foca-toro che avrebbe mentito sull'ingresso della caverna, dato che quello era il suo marito. Né avrebbe dovuto fare del male ai due cuccioli di foca nelle profondità della grotta, perché erano i suoi due piccoli figli, e gli descrisse le loro pelli in modo che lui li potesse riconoscere. Ma l'agricoltore non diede ascolto il messaggio del sogno. Si unì pertanto agli altri alla caccia e con loro uccise tutte le foche su cui potessero mettere le mani. Quando tornarono a casa, il pescato fu suddiviso tra tutti i presenti e per la sua parte il contadino ricevette sia la grande foca-toro e sia la pinna anteriore che quella posteriore dei due piccoli.
Alla sera, quando la testa della foca grande e le membra di quelle piccole furono cotte per la cena, ci fu un grande schianto nella stanza e, tra il fumo, la donna-foca apparve sotto forma di un terrificante troll; annusò il cibo negli abbeveratoi e gridò la maledizione: «Qui giace la testa di mio marito con le sue ampie narici, la mano di Hárek e il piede di Fredrik! Ora ci sarà vendetta, vendetta sugli uomini di Mikladalur, e alcuni moriranno in mare e altri cadranno dalle cime delle montagne, finché non ci saranno tanti morti quanti possono circondare, tenendosi per mano, le rive dell'isola di Kalsoy!
Appena ebbe pronunciato queste parole, svanì con un grande fragore di tuono e non fu mai più vista. Ma ancora oggi, purtroppo, capita di tanto in tanto che uomini del villaggio di Mikladalur anneghino in mare o cadano dalle cime delle scogliere; si deve quindi temere che il numero delle vittime non sia ancora abbastanza grande da permettere a tutti i morti di collegarsi per mano in tutta l'isola di Kalsoy.
Oggi sulla riva c'è una statua della selkie, tra le onde che si infrangono a Mikladalur.